# Nyctiophylax asuana
Nyctiophylax asuana là một loài Trichoptera trong họ Polycentropodidae. Chúng phân bố ở miền Cổ bắc.